# Karlsdorf
Karlsdorf là một đô thị thuộc huyện Saale-Holzland, trong bang Thüringen, Đức. Đô thị Karlsdorf có diện tích 4,69 km².